# Многобородник чилийский
Многоборо́дник чили́йский (лат. Polypogon chilensis) — вид цветковых растений рода Многобородник (лат. Polypogon).

## Ареал
Изначально вид произрастал на территории Аргентины, Бразилии, Чили, Парагвая и Уругвая, однако в настоящее время он распространён и в других местах. К примеру, в Австралии в Новом Южном Уэльсе он стал сорняком, растущим во влажных участках.

## Ботаническое описание
Однолетнее травянистое растение. Стебель — соломина, 60—120 см длиной. Лигула неопушённая, 4—10 мм длиной, плёнчатая с абаксиальной стороны, изрезанной формы. Листовые пластинки 15—35 мм длиной, 5—9 мм шириной, обе её стороны шершавые. Края листьев шероховатые.
Соцветие — метёлка, ланцетовидная, 15—30 см длиной и 1,5—3 см шириной. Главные ветви метёлки несут одиночные колоски. Ось соцветия шершавая. Фертильные колоски имеют собственные нитевидные шершавые ножки 2—4 мм длиной. Каждый колосок содержит 1 цветочек. Колоски клиновидные, сжатые с боков, 2,5—3 см длиной, опадают целиком, вместе с ножкой. Все колосковые чешуи одинаковые, закрывают цветки, более жёсткие, чем нижние цветковые чешуи. Нижняя колосковая чешуя ланцетовидная, 2,5—3 мм длиной, плёнчатая, с 1 жилкой и 1 килеобразным выступом. Эта жилка покрыта гребенчатым опушением, каждый волосок 0,2—0,5 мм длиной. Боковые ответвления главной жилки отсутствуют. Конец нижней колосковой чешуйки острый, безостый. Верхняя колосковая чешуя ланцетовидная, 2,5—3 мм длиной, составляет 1,5 соседней нижней цветковой чешуи, плёнчатая, также с 1 жилкой и 1 килеобразным выступом. Жилка с гребенчатым опушением, каждый волосок 0,2—0,5 мм длиной. Боковые жилки отсутствуют. Конец верхней чешуйки острый, безостый.
Имеется нижняя цветковая чешуя длиной 1,5 мм, плёнчатая, без килевидного выступа, с 5 жилками. Верхушка чешуи зубчатая, с 4 зубцами, с 1 остью. Главная ость субапикальная, опадающая, 0,5—1 мм длиной. Цветковая чешуя составляет 0,4—0,5 длины нижней цветковой чешуи, прозрачная, не имеет жилок.
Лодикул 2, каждая 0,4 мм длиной, плёнчатая. Пыльников 3, 0,5—0,6 мм длиной.
Плод — веретеновидная зерновка 1,3 мм длиной с плотно прилегающим перикарпием. Длина зародыша составляет 0,25—0,33 длины зерновки. Эндосперм мягкий.

## Синонимика
- Agrostis muricata (J.Presl) Kunth
- Agrostis pectinata Hack. & Arechav.
- Chaetotropis chilensis Kunth
- Chaetotropis latifolia Phil.
- Polypogon affine Brongn.
- Polypogon chaetotropis Trin.
- Vilfa muricata J.Presl[1]